# Aleksandr Petrovič Každan
Aleksandr Petrovič Každan (in russo Александр Петрович Каждан?; Mosca, 3 settembre 1922 – Washington, 29 maggio 1997) è stato un bizantinista russo di origini ebraiche, tra i maggiori bizantinisti della seconda metà del XX secolo.

## Vita e opere
Dopo aver terminato l'Istituto Pedagogico di Ufa frequentò l'Università di Mosca, dove studiò con lo storico del Medioevo inglese, Evgenij Kosminskij.  Un'iniziativa Sovietica del dopoguerra di ridare slancio agli studi bizantini in lingua russa spinse Každan a scrivere una dissertazione sulla storia agraria del tardo Impero bizantino (pubblicato nel 1952 col titolo di Agrarnye otnošenija v Vizantii XIII-XIV vv.). 
Nonostante godesse di una crescente reputazione nel suo campo, a causa del pregiudizio antisemita (questione controversa allora ed oggi: l'URSS votò a favore della risoluzione 181 del novembre 1947 dell'ONU per la tripartizione: territori arabo-palestinesi, israeliti e Gerusalemme città internazionale, dei territori ex impero ottomano-turco allora sotto "mandato" del Regno Unito, oggi Palestina/Israele) nell'URSS all'epoca di Stalin, l'Accademia Sovietica obbligò Každan ad accettare una serie di impieghi come insegnante in zone provinciali (ad Ivanovo, 1947-1949, e Tula, 1949-1952). 
In seguito alla morte di Stalin nel 1953, la situazione di Každan migliorò e fu assunto nella scuola superiore a Velikie Luki. 

Nel 1956 si assicurò finalmente una posizione presso l'Istituto di Storia dell'Accademia Sovietica delle Scienze, ove rimase fino al suo abbandono dell'URSS, avvenuto nel 1978.
Každan fu uno studioso particolarmente prolifico durante tutta la sua carriera sovietica: pubblicò ben più di 500 tra libri, articoli e riviste, e le sue pubblicazioni contribuirono al crescente prestigio internazionale degli studi sovietici su Bisanzio. 
L'articolo Vizantijskie goroda v VII-XI vv., pubblicato nel 1954 sul giornale "Sovetskaja archeologija", sosteneva che, sulla base di evidenza archeologica e numismatica, il settimo secolo avesse costituito la maggior frattura nella società urbana di Bisanzio. Questa tesi è stata ampiamente accettata e ha condotto ad intense ricerche sulla discontinuità nella storia bizantina e il conseguente rifiuto della concezione precedente che vedeva nell'Impero bizantino del Medioevo un residuo freddo della tarda antichità. 
Altri importanti studi datati di questa prima parte della carriera di Každan includono Derevnja i gorod v Vizantii IX-X vv. (1960), uno studio sulla relazione tra città e campagna nel nono e decimo secolo; Vizantijskaja kul'tura (X-XII vv.) (1968), uno studio sulla cultura bizantina medievale e Social'nyj sostav gospodstvujuščego klassa Vizantii XI-XII vv. (1974), uno studio statistico e prosopografico sulla struttura della classe dirigente bizantina nell'undicesimo e dodicesimo secolo.
Nel 1976 il figlio di Každan, il matematico David Každan, emigrò negli USA, dove accettò un posto all'Università di Harvard. 
Questa "defezione" provocò un immediato cambiamento nella situazione di Každan nell'URSS; sua moglie Musja fu licenziata dal suo posto presso una casa editrice moscovita e il clima di censura del suo lavoro ad opera dei suoi superiori nell'ambiente accademico sovietico si accrebbe. Nell'ottobre del 1978 Aleksandr e Musja lasciarono l'Unione Sovietica. 
Nel febbraio del 1979 arrivarono a Dumbarton Oaks, un centro studi su Bisanzio a Washington, DC, dove Každan guadagnò la posizione di "membro di ricerca anziano" che mantenne fino alla morte.
Le prime pubblicazioni importanti di Každan in lingua inglese furono collaborative: People and Power in Byzantium (1982), scritto insieme a Giles Constable; Studies in Byzantine literature (1984) con Simon Franklin e Change in Byzantine Culture in the Eleventh and Twelfth Centuries (1985) con Ann Wharton Epstein. 
Il suo maggiore progetto in lingua inglese fu uno sforzo collaborativo particolarmente impegnativo: i tre volumi dell'Oxford Dictionary of Byzantium (1991), edito da Každan, resta un punto di partenza indispensabile per tutti i settori degli studi su Bisanzio.
Durante gli anni americani, inoltre, Kazhdan lavorò intensamente ad un monumentale strumento lessicografico da lui ideato per proprio uso, non pensato per la pubblicazione e di cui resta solo copia manoscritta, il cui titolo è Concordance to Nicetas Choniates’ History: si tratta di una tanto voluminosa quanto originale raccolta di concordanze dell’opera storica di Niceta Coniata, raggruppate per lemmi che non seguono un ordine alfabetico, come di consueto, bensì un ordine tematico, sulla scorta del dizionario analogico inglese Roget’s Thesaurus.

### Opere di Aleksandr Petrovič Každan
- A.P.K., Derevnja i gorod v Vizantii IX-X vv., 1960.
- A.P.K., Ot Christa k Konstantinu, Moskva: Znanie, 1965.
- A.P.K., Vizantijskaja kul'tura (X-XII vv.), 1968. Edizione italiana: Alexander P. Kazhdan, Bisanzio e la sua civiltà, traduzione di Giovanna Arcetri, Bari, Laterza, 1983. Saggio sulla cultura bizantina tra il X e il XII sec.
- A.P.K., Kniga i pisatel' v Vizantii. Edizione italiana: Alexander P. Kazhdan, La produzione intellettuale a Bisanzio. Libri e scrittori in una società colta, edizione italiana e introduzione a cura di Riccardo Maisano, traduzione di Xenia Muratova e Mario De Nonno, Napoli: Liguori, 1983.
- A.P.K., Social'nyj sostav gospodstvujuščego klassa Vizantii XI-XII vv., 1974. Edizione italiana: L'aristocrazia bizantina dal principio dell'11. alla fine del 12. secolo, postfazione di Luciano Canfora, Palermo: Sellerio, 1997.
- A.P.K., Armjane v sostave gospodstvujuščego klassa Vizantijskoj imperij v 11.-12. vv., Erevan: Izdatelstvo an armjanskoj SSR, 1975.
- A.P.K. & Giles Constable, People and Power in Byzantium. An introduction to modern Byzantine studies, Washington, D.C.:  1982.
- A.P.K., in collaborazione con Simon Franklin, Studies in Byzantine literature of the eleventh and twelfth centuries, Cambridge: Cambridge University Press, 1984.
- A.P.K. & Ann Wharton Epstein, Change in Byzantine Culture in the Eleventh and Twelfth Centuries, Berkeley (CA): University of California Press, 1985.
- Oxford Dictionary of Byzantium, 3 vol., A.P.K. editor in chief, Alice-Mary Talbot executive editor, Anthony Cutler editor for art history, Timothy E. Gregory editor for archaelogy and historical geography, Nancy P. Sevcenko associate editor, Oxford: Oxford University Press, 1991.
- A.P.K. in collaborazione con Lee F. Sherry e Christine Angelidi, A history of byzantine literature (650-850), Athens: The National Hellenic Research Foundation, Institute for Byzantine Research, 1999.
- A.P.K., Concordance to Nicetas Choniates’ History (opera manoscritta inedita).

### Articoli su Aleksandr Petrovič Každan
- Anthony Cutler, Some talk of Alexander, "Dumbarton Oaks Papers" 46: 1-4 (1992). ISSN 0070-7546 (WC · ACNP)
- Simon Franklin, Bibliography of works by Alexander Kazhdan, "Dumbarton Oaks Papers", 46: 5-26 (1992). ISSN 0070-7546 (WC · ACNP)
- Angeliki E. Laiou & Alice-Mary Talbot, Alexander Petrovich Kazhdan, 1922-1997, "Dumbarton Oaks Papers" 51: xii-xvii (1997). ISSN 0070-7546 (WC · ACNP)
- Andrea Fullin, Alexander Kazhdan e la lessicografia di Niceta Coniata: prima ricognizione della copia padovana del Lessico, "Medioevo Greco" (MEG) 13: 89-101 (2013).